# 大垣市立多良小学校
大垣市立多良小学校（おおがきしりつ たらしょうがっこう）は、かつて岐阜県大垣市にあった公立小学校。

## 概要
通学区域は大垣市上石津町地域自治区（旧・養老郡上石津町）の多良地区（上石津町下多良、上石津町上鍛治屋、上石津町谷畑、上石津町奥、上石津町祢画像上、上石津町宮、上石津町上原、上石津町三ツ里、上石津町上多良、上石津町前ケ瀬、上石津町西山、上石津町宮祢画像上入会、上石津町宮三ツ里入会、上石津町上多良前ケ瀬入会）であり、公立中学校の進学先は大垣市立上石津中学校であった。
2024年、上石津地域の1つの中学校（上石津中）と4つの小学校（多良小・時小・一之瀬小・牧田小）を統合し、義務教育学校の大垣市立上石津学園の新設により廃校。

## 沿革
- 1872年（明治5年） - 基業舎が開校。
- 1873年（明治6年） - 基業舎が基業学校に改称する。分校として有隣舎（1877年廃止）を設置する。
- 1874年（明治7年） - 向陽舎が開校。
- 1881年（明治13年） - 西山村に向陽舎西山分校を設置する。
- 1886年（明治19年） - 基業学校を祢宜上尋常小学校に、向陽舍を上多良尋常小学校に、それぞれ改称する。
- 1887年（明治20年） - 上原分教場を設置[2]。
- 1889年（明治22年）7月1日 - 上多良村、下多良村、宮村、奥村、谷畑村、上鍛冶屋村、上原村、前ケ瀬村、西山村、祢冝上村、三ツ里村が合併し、多良村が発足。
- 1896年（明治29年） -
  - 祢宜上尋常小学校に高等料を併置。同時に多良尋常高等小学校に改称する。
  - 上多良尋常小学校が多良上尋常小学校に改称する。
- 1898年（明治31年） - 多良尋常高等小学校が上多良尋常小学校を統合する。
- 1901年（明治34年） - 多良村大字宮217に校舎を新築し、移転する。
- 1919年（大正8年） - 付設多良農業補習学校（1921年に多良農業補習学校として独立）を設置。
- 1926年（大正15年） - 多良村青年訓練所を設置。
- 1936年（昭和11年） - 多良村農業補習学校と多良村青年訓練所が合併。多良村農業青年学校となる。
- 1941年（昭和16年）4月1日 - 多良国民学校に改称する。
- 1947年（昭和22年）4月1日 - 多良村立多良小学校に改称する。
- 1955年（昭和30年）1月15日 - 多良村、時村、牧田村、一之瀬村が合併し、上石津村が発足。同時に上石津村立多良小学校に改称する。
- 1958年（昭和33年） - 大字宮272-2番地に新築移転。
- 1959年（昭和34年） - 西山分校を廃止。西山分教室となる。
- 1963年（昭和38年） - 西山分教室を廃止。
- 1969年（昭和44年）1月15日 - 上石津村が町制施行、上石津町となる。同時に上石津町立多良小学校に改称する。
- 1994年（平成6年） - 現在地に新築移転。
- 2006年（平成18年）3月27日 - 上石津町が大垣市に編入される。同時に大垣市立多良小学校に改称。
- 2024年（令和6年）
  - 3月9日 - 閉校式を行う[3]。
  - 3月31日 - 廃校。

## その他
- 校舎校地は平野学園により、ビジネススクール『環境経営大学院大学（NECSUS）』の設置が計画されており、2026年4月開校の予定である。